# Dance!
Dance! est une telenovela uruguayenne diffusée en 2011 par Canal 10.

## Distribution

### Acteurs principaux
- Isabel Macedo : Laura "Pekas" Redondo
- Mónica Galán : Estela Redondo
- Maxi Ghione : Jimmy Pereyra
- Juan Gil Navarro : Ricardo Gutiérrez
- Cristina Alberó : Sandra
- Mirella Pascual : Gabe
- Pablo Robles : Mickey

### Acteurs jeunes
- Eva Quattrocci : Gala Redondo
- Justina Bustos : Miranda Redondo
- Augusto Schuster : Nacho
- Francisco Donavan : Teo
- Gonzalo Decuadro : Rama
- Thelma Fardin : Renata
- Chachi Telesco : Violeta
- Rodrigo Raffetto : Javier
- Jimena Sabaris : Vicky
- Julieta Bartolomé : Martu
- Esequiel Rojo : Matías
- Gabriel Segredo : Lucas
- Julia Middleton : Luli
- Giselle Motta : Clara
- Diego Viquez : Fede
- Pablo Arias : Ciro
- Francisco Andrade : Manuel
- Luis Pazos : León

## Diffusion internationale
Diffusé au Portugal depuis le 1er décembre 2012 sur SIC.